# 한국외환은행 축구단
한국외환은행 축구단은 한국외환은행에서 운영했던 축구단으로 1969년 3월 19일 창단식을 거행하며 공식출범하여 실업축구 (현 내셔널리그)에서 활동하였으며 1983년 12월 해체되었다.

## 역대 감독
| 감독   | 임기 |
| ------ | ---- |
| 최광석 | 불명 |